# Altruismo

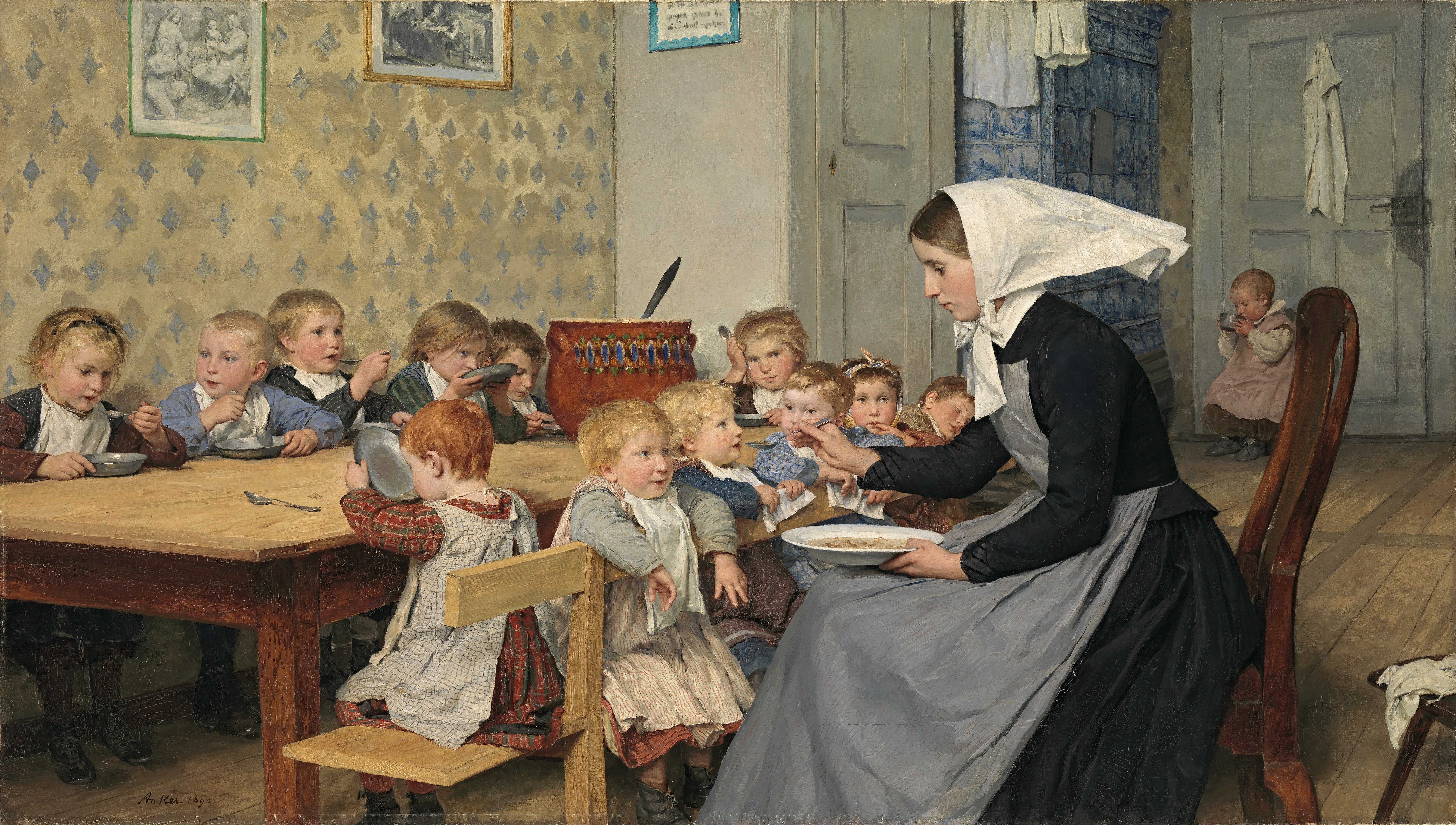
“Die Kinderkrippe” (La guardería), 1890, de Albert Anker.

El altruismo (del francés antiguo altrui, «de los otros» y del italiano altro) se puede entender como:
- Tendencia a procurar el bien de las personas de manera desinteresada, incluso en contra del interés propio.[2]
- Ayudar o servir constructivamente para vivir una positiva experiencia de empatía, conducta relacionada con la filantropía.
- Sacrificio o abnegación personal en beneficio de otros.[3]

De acuerdo a la Real Academia Española, el altruismo proviene del francés altruisme y designa la «diligencia en procurar el bien ajeno aun a costa del propio». 
El término se refiere a  conducta humana y se define como la preocupación o atención desinteresada por otras personas, al contrario del egoísmo. Suelen existir diferentes puntos de vista sobre el significado y el alcance del altruismo o cuidar de los demás desinteresadamente, sin beneficio alguno.

## Psicología social
En línea con los estudios de Daniel Batson, Elena Gaviria afirma que "existe una cantidad considerable de evidencia empírica que sugiere que, por lo menos, tenemos la capacidad de comportarnos movidos por sentimientos no puramente egoístas. El que manifestemos o no esa capacidad depende probablemente de muchos factores, pero la tenemos, y eso ya es algo". El altruismo en sí mismo no es observable, ya que requiere inferencias sobre intenciones y motivos, así que los estudios de la psicología social se han consagrado empíricamente a la observación de la conducta de ayuda. Así pues, los elementos involucrados son el donante de ayuda o benefactor y los factores situacionales envueltos en el ofrecimiento o negación de la misma, y solo después se analizan los determinantes motivacionales de la conducta. Según la Enciclopedia Blackwell de psicología social (1995), se incluye dentro de las conductas prosociales consideradas beneficiosas para otras personas y para el sistema social: la ayuda (cualquier acción que tiene por consecuencia un beneficio a otra persona), el altruismo (conducta que supone más beneficios al receptor que a aquel que la realiza) y la cooperación (conducta que supone un beneficio común y en la cual son todos las que la cursan benefactores y receptores). Las dos primeras son más bien de carácter interpersonal, la última de carácter más bien grupal.
En cuanto a la ayuda, los experimentos han determinado que, contrariamente a lo que pueda suponerse, la conducta de ayuda suele inhibirse cuantos más espectadores se hallen presentes (el llamado efecto espectador), ignorancia pluralista. En el modelo de John Darley y B. Latané, la prestación de ayuda incluye cinco pasos consecutivos que, si se resuelven afirmativamente, desembocan en la conducta de ayuda:
- ¿Se da cuenta el individuo de que acaece algo anormal? La situación no tiene que ser ambigua.
- ¿Lo interpreta como una emergencia? Existe miedo al ridículo.
- ¿Asume la responsabilidad de intervenir? El individuo debe sentirse involucrado o sentir contacto directo con la situación, ante la difusión de la responsabilidad en presencia de muchos observadores, y también puede no hallarse sensibilizado a las características de la persona que necesita ayuda (persona, animal o cosa atractiva o aversiva).
- ¿Se considera capaz de prestar la ayuda? El hipotético altruista se considera ignorante o incapaz o no sabe cómo actuar, o tiene miedo a la responsabilidad, en especial ante situaciones complejas, o puede haber predicho un tipo de respuesta más probable.
- El individuo toma la decisión de intervenir.[8]

La ayuda puede ser directa o indirecta y los costes pueden ser altos tanto por ayudar como por no ayudar. Entre los motivos de esta conducta se encuentran el refuerzo positivo del aprendizaje de la misma en el pasado, también los factores emocionales y neurológicos implicados en la empatía y la retribución y las normas sociales y personales. Por otra parte, el altruismo puede resultar contraproducente según el juicio del receptor: hay que distinguir entre la ayuda que alguien pide y la que se ofrece sin haber sido solicitada; en este último caso es frecuente que hacer un favor no pedido para sentirse bien el ayudante se rechace si el ayudado es persona con autoestima y autonomía altas. Desde el punto de vista del receptor, la petición de ayuda es el resultado de un proceso con tres fases que solo si se contestan afirmativamente conducen a la petición de ayuda, y en el cual hay un proceso de cálculo entre beneficios y costes:
- El problema que tengo ¿se solucionaría si alguien me ayudara?
- ¿Pido ayuda o no la pido?
- ¿A quién le pido ayuda?[10]

Según A. Nadler, el que una persona decida pedir ayuda o no depende de tres  factores:
- Sus características personales (edad, género, rasgos de personalidad).
- La naturaleza del problema y el tipo de ayuda que se necesita.
- Las características de quien pueda ofrecer la ayuda.[12]

Referente a lo primero, desde el punto de vista de la autoestima es más costoso pedir ayuda para los hombres que para las mujeres y para las personas de más alta autoestima que para los de más baja. Respecto a lo segundo, cuando el problema está directamente relacionado con la imagen personal y social es menos probable que se solicite ayuda (es menos frecuente recurrir a un psicólogo o psiquiatra por la salud mental que a un médico por la salud física). Además, el hecho de saber que no será posible devolver el favor a la otra persona cuando creemos que eso se espera disuade a la persona de pedir ayuda. En cuanto a lo tercero, la gente suele preferir como donante a alguien que no sea demasiado amenazante para su autoestima antes que a una persona más competente: debe parecerse al potencial benefactor. La gente suele recurrir a parientes, a amigos o a personas semejantes a ellos para pedir ayuda (Alcohólicos Anónimos, por ejemplo), porque las relaciones interpersonales entre desconocidos exigen reciprocidad, mientras que entre conocidos se trata de relaciones comunales.

## Altruismo evolutivo y altruismo psicológico

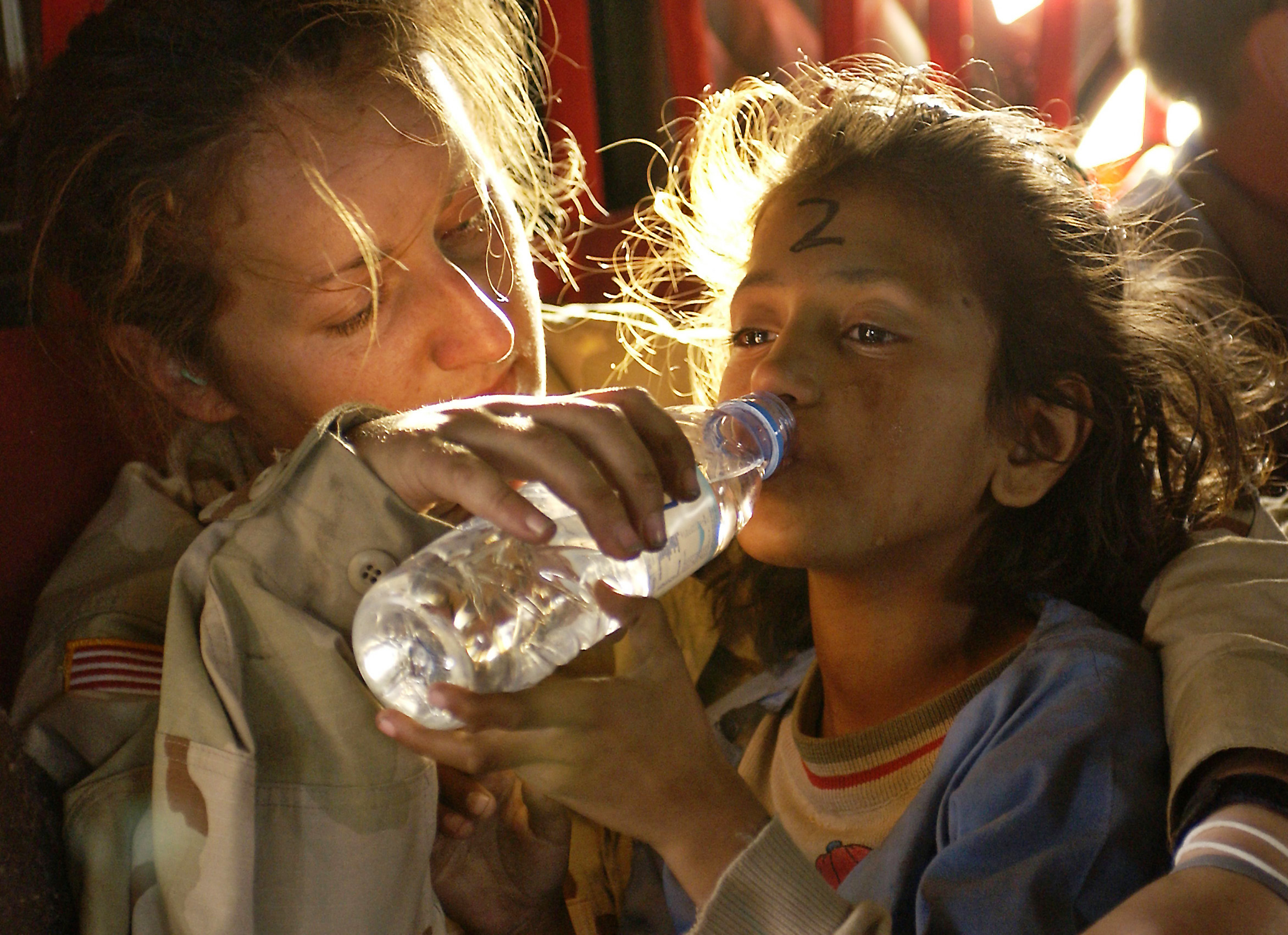
La sargento del ejército estadounidense Kornelia Rachwal le da un sorbo de agua a una joven paquistaní mientras son transportadas desde Muzaffarabad a Islamabad, Pakistán, a bordo de un helicóptero Chinook CH-47 del ejército estadounidense el 19 de junio.

Son conceptos relacionados con el comportamiento humano y animal, pero se refieren a diferentes explicaciones de por qué los seres vivos realizan acciones que benefician a otros, a veces a costa de sus propios intereses.

### Altruismo Evolutivo
El altruismo evolutivo es una idea que se origina de la teoría de la evolución de Darwin. En este contexto, el altruismo se refiere a comportamientos en los que un individuo ayuda a otro, a menudo sacrificando algo de su propio bienestar, con el fin de aumentar las probabilidades de supervivencia o reproducción de ese otro individuo. Sin embargo, el altruismo evolutivo no significa que una especie actúe de manera desinteresada por completo; la clave está en los beneficios indirectos que pueden generar para el individuo altruista. 

### Altruismo Psicológico
El altruismo psicológico se refiere a la motivación interna y emocional que lleva a una persona a actuar en beneficio de los demás, independientemente de si ese comportamiento genera beneficios evolutivos. Aquí, el foco está en el aspecto subjetivo y emocional del altruismo, lo que significa que la persona actúa por el deseo de hacer el bien sin esperar una recompensa tangible.
Según la teoría psicológica, las personas pueden actuar de manera altruista debido a emociones como la empatía, que es la capacidad de ponerse en el lugar de otra persona y sentir lo que ella siente. Esta empatía puede motivar una respuesta altruista, incluso si no hay un beneficio inmediato para el individuo que ayuda. Desde una perspectiva psicológica, el altruismo no necesariamente está vinculado a la genética o la evolución; se puede ver como una respuesta emocional a las necesidades de otros.

## Consideraciones filosóficas y psicológicas
El filósofo Auguste Comte acuñó en francés la palabra altruisme en 1851 y ésta se adoptó luego en la lengua española. Muchos consideran su sistema ético algo extremo, pues según este los únicos actos moralmente correctos son aquellos que intentan promover la felicidad de otros.[cita requerida]
Es la conducta que beneficia a otros, que es voluntaria y cuyo autor no pide beneficios externos. Aunque la finalidad propia del altruismo puede presentar varias dificultades, el motivo de esto se debe a que los agentes morales presentan toda una serie de prejuicios cognitivos que hacen las labores altruistas y activistas más dificultosas. Algunos de estos prejuicios se reflejan en una parcialidad que lleva a dar prioridad a algunos individuos sobre otros. Esto provoca que se asigne menos importancia a ciertas causas que en realidad son más significativas que otras consideradas como menos relevantes, es decir, presentan un cierto grado de subjetividad. Algunos de estos prejuicios pueden ser las actitudes sexistas, racistas, xenofobia, chovinistas, entre otras. Además, las tendencias egoístas llevan a que la gente se desentienda de causas que podrían conseguir un impacto mayor en el mundo.[cita requerida]
Por otra parte, otros prejuicios provocan que se adopten patrones irracionales en la toma de decisiones. Esto se debe a que muchas de las inclinaciones e intenciones a la hora de actuar han sido seleccionadas a lo largo de la historia natural por razones de carácter evolutivo. Esto se debe a que éstas presentaron ventajas en la transmisión del material genético. Pero, en realidad, éstas no ofrecen ninguna ventaja al deliberar sobre la forma de actuar. Más bien, todo lo contrario. Pero es necesario recalcar que estas intenciones no determinan necesariamente lo que se busca y cómo hay que buscarlo. Pero es cierto que sí pueden modifican las inclinaciones y condicionan el comportamiento en muchos casos. A lo largo de la historia evolutiva, las capacidades y disposiciones que se acabaron estableciendo no son las que estimulan la realización de ciertas funciones de la mejor manera, sino las que hicieron que el material genético se transmitiera de forma eficiente. Esto provoca que cuando es necesario formar parte de una causa de forma activa, no suelen utilizarse los recursos de la mejor forma por culpa de los distintos prejuicios o sesgos cognitivos que se han ido desarrollando con la evolución. Algunos ejemplos de estos sesgos cognitivos:
- Una incompetencia a la hora de comparar correctamente distintas magnitudes cuando estas son muy grandes.
- Confundir lo que se desea que suceda con lo que es previsible que suceda.
- Creer que las experiencias propias representan adecuadamente el conjunto de lo que ocurre.
- Cuesta más trabajo cambiar la forma de ver las cosas incluso cuando se presentan evidencias nuevas que deberían cambiar las posturas o inclinaciones originales.
- La tendencia a no incluir en las consideraciones aquellas opciones en las que hay incertidumbre.[cita requerida]

## Altruismo en etología y biología evolutiva
El altruismo biológico en etología y, por consiguiente, en la biología evolutiva, es el patrón de comportamiento animal en el cual un individuo pone en riesgo su vida para proteger y beneficiar a otros miembros del grupo. Casi todas estas teorías explican cómo un individuo puede sacrificar incluso su propia supervivencia por proteger la de los demás, aunque siempre añaden el hecho de que entre los miembros de ese grupo ha de hallarse algún miembro que comparta parte de sus mismos genes. Esta sería una manera de asegurar la continuidad de su información genética. Pese a ello, esta teoría resulta insuficiente para explicar las conductas altruistas que se desarrollan hacia individuos no emparentados, es decir, con los que no se comparte información genética.
Para explicar el altruismo no emparentado, se ha postulado que, en estos casos, la conducta altruista se lleva a cabo cuando el individuo espera de alguna forma ser recompensado por el otro o por algún otro miembro del grupo; o que por último algunas de las conductas altruistas pueden ser el resultado de la necesidad del individuo de sentirse aceptado por el grupo o una persona, por sentirse partícipe dentro de él, con lo cual indirectamente también obtiene un beneficio. Esta acepción fue propuesta por científicos que exploraban las razones por las que podría haber evolucionado el comportamiento no egoísta. Se aplica no solo a las personas (altruismo psicológico), sino también a animales e incluso a plantas.
Existe, sin embargo, una interpretación de la noción de altruismo contraria a la anteriormente expuesta. En su obra El gen egoísta (1976), Richard Dawkins acusa a estas tesis de desviarse del darwinismo ortodoxo y propone, a cambio, una concepción que entiende la evolución considerando el bien del individuo, y no el de la especie, como factor capital. Dawkins sostiene que lo que habitualmente se entiende por altruismo, esto es: la conducta de un organismo cuando se comporta de tal manera que contribuya a aumentar el bienestar de otro ser semejante a expensas de su propio bienestar se trataría de un altruismo individual aparente y, por lo mismo, la conducta contraria sería un egoísmo individual aparente. Así, su tesis fuerte consiste en que existe una ley fundamental denominada egoísmo de los genes que explica tanto el altruismo como el egoísmo individual desde el punto de vista genético. En definitiva, Dawkins sostiene que la interpretación ortodoxa de la selección natural darwiniana es aquella que la concibe como selección de genes (egoísmo del gen), y no como selección de grupos (altruismo entre individuos).

## Aparición del altruismo en humanos
En el siglo XIX, algunos filósofos como John Stuart Mill, defendían que el ser humano no es naturalmente altruista, sino que necesita que se le eduque para llegar a serlo. Pitirim A. Sorokin reconocía limitaciones en el mismo. Recientemente se han hecho investigaciones que muestran que el altruismo aparece en el ser humano al cumplir los dieciocho meses, al igual que en el chimpancé, lo que sugiere que los seres humanos tienen una tendencia natural a ayudar a los demás.
Hay una serie de situaciones que nos incitan a los humanos a ayudarnos los unos a los otros y son las siguientes: cuando nos recompensan, cuando estamos de buen humor, cuando alguien más ayuda al hacer una atribución de altruismo y cuando las normas dictan ayuda. A nivel cerebral, las situaciones de ayuda mutua modeladas por el juego del dilema del prisionero inducen rápidos cambios en los ritmos del cerebro que predicen si se colaborará rápidamente en reciprocidad con la misma persona.

## Sociología
"Los sociólogos llevan mucho tiempo preocupados por cómo construir la buena sociedad". La estructura de nuestras sociedades y cómo los individuos llegan a realizar acciones caritativas, filantrópicas y otras acciones prosociales y altruistas por el bien común es un tema ampliamente investigado dentro de este campo. La Asociación Americana de Sociología (ASA) reconoce la sociología pública diciendo: "La relevancia intrínseca científica, política y pública de este campo de investigación para ayudar a construir 'buenas sociedades' es incuestionable". Este tipo de sociología busca contribuciones que ayuden a la comprensión teórica y de base de lo que motiva el altruismo y cómo se organiza, y promueve un enfoque altruista para beneficiar al mundo y a las personas que estudia. Cómo se enmarca, organiza y lleva a cabo el altruismo y qué lo motiva a nivel de grupo es un área de interés que los sociólogos tratan de investigar para contribuir a los grupos que estudia y "construir la buena sociedad". La motivación del altruismo también es objeto de estudio; algunas publicaciones relacionan la aparición de la indignación moral con el castigo de los culpables y la compensación de las víctimas. Algunos estudios han demostrado que la generosidad en experimentos de laboratorio y en línea es contagiosa: las personas imitan la generosidad observada de los demás.